# Ralf Richter (Jurist)
Ralf Richter (* 8. März 1931 in Dresden; † 15. November 2021 in Rostock) war ein deutscher Jurist, Hochschullehrer für Wirtschafts- sowie Seerecht und zuletzt Rechtsanwalt.

## Leben
Richter wurde im Dresdner Stadtteil Blasewitz geboren. Sein Vater, Alfred Edmund Richter (* 1883) Bad Schandau, war Diplom-Kaufmann sowie Handelslehrer und hatte 1920 an der Universität Leipzig zum Doktor der Staatswissenschaften (Dr. rer. pol.) promoviert. Nach Einstieg ins Berufsleben war er einige Jahre kaufmännischer Sachverständiger beim Landesfinanzamt, bis ihn die Industrie- und Handelskammer in der Weimarer Republik als Freiberufler zum Bücherrevisor vereidigte. Den Beruf des Bücherrevisors übte Richters Vater noch in den 1940er Jahren in der Blasewitzer Villa aus. Seine Mutter, Käthe Richter, geborene Seifert, war Miteigentümerin des mehrstöckigen Elternhauses in der Regerstraße 17. Im November 2021 starb Ralf Richter im Alter von 90 Jahren in Rostock.

### Bildung
Er konnte 1950 das Abitur an einer Oberschule in Dresden ablegen – im früheren Gebäude des Realgymnasiums Blasewitz, das 1938 in Schillerschule umbenannt wurde und nach dem Zweiten Weltkrieg ab 1. Oktober 1945 den Schulbetrieb wieder aufnahm.
Anschließend studierte er an der Juristenfakultät der Universität Leipzig Rechtswissenschaft. Das Studium schloss er 1954 mit dem in der DDR eingeführten Staatsexamen ab.

### Arbeitsstellen
Seine erste Arbeitsstelle erhielt er bei den Konsum-Genossenschaften der DDR als Justitiar. Von dort bewarb er sich als wissenschaftlicher Mitarbeiter in der Grundsatzabteilung beim Regierungsvertragsgericht/Zentralen Staatlichen Vertragsgericht und er wurde in der Folgezeit Gruppenleiter am Vertragsgericht Groß-Berlin im Rang eines Vertragsoberrichters. Im Jahre 1962 wechselte er in die Rechtsabteilung von DEUTRANS Internationale Spedition mit Hauptsitz in (Ost-)Berlin. Das Speditionsunternehmen verfügte über ein Netz von Filialen, u. a. in den Seehäfen der DDR.
Auf dem Gebiet des Seerechts bildete er sich in einem postgradualem Studium an der Ingenieurwissenschaftliche Fakultät der Universität Rostock von 1964 bis 1966 weiter. Als deren wissenschaftlicher Mitarbeiter hielt er 1966 auf einem Internationalen  Seerechtsseminar an der Universität Rostock, einen Vortrag zum Thema „Das Eisrisiko in der Reisecharter“.
Auf Vorschlag des Präsidenten der Kammer für Außenhandel der DDR, Hans Bahr, wurde er 1962 zum Richter an das 1959 von Polen, der Tschechoslowakei und der DDR gegründete Internationale Schiedsgericht für die See- und Binnenschifffahrt (ISG) in Gdynia berufen. Zu seinen Aufgaben als Schiedsrichter gehörte dort die Klärung zivilrechtlicher maritimer Streitigkeiten.
Am 26. April 1968 promovierte er zur rechtlichen Stellung der DDR im System der Internationalen Seetransportbeziehungen an der damaligen Juristischen Fakultät der Martin-Luther-Universität Halle-Wittenberg unter dem Dekanat von Willi Büchner-Uhder. Die Gutachter der Doktorarbeit waren die habilitierten Rechtswissenschaftler Hans Spiller, Jörgen Haalck und Gerhard Reintanz.

### Hochschullehrer
Im Jahre 1969 wurde er zum Hochschuldozenten für Wirtschaftsrecht an der Universität Rostock berufen und an der Sektion Sozialistische Betriebswirtschaft tätig. Die Dozentur wurde 1975 um das Fachgebiet Seerecht erweitert.
Im Jahre 1977 verteidigte er die Promotion B zum Thema Entwicklungstendenzen des internationalen Transportrechts unter dem Einfluss des sich verändernden internationalen Kräfteverhältnisses an der Akademie für Staats- und Rechtswissenschaft der DDR (ASR). Es handelte sich um eine Gemeinschaftsarbeit mit seiner Ehefrau – eine Juristin –, Dolly Richter-Hannes. Der Erstgutachter war der Rechtswissenschaftler Wolfgang Seiffert sowie der Zweitgutachter Fritz Enderlein – beide vom Institut für ausländisches Recht und Rechtsvergleichung an der Akademie für Staats- und Rechtswissenschaft der DDR in Potsdam-Babelsberg – und der dritte Gutachter der Stellvertreter des Ministers für Verkehrswesen der DDR Volkmar Winkler.
Von 1982 bis 1991 wirkte er als ordentlicher Professor. Er leitete von 1990 bis 1991 das Institut für Wirtschafts- und Seerecht. Es gehörte zur Wirtschafts- und Sozialwissenschaftlichen Fakultät.
Da die Rostocker Universität seit 1951 keine Juristische Fakultät mehr besaß, wurde zwecks Wiedereröffnung eine Gründungsrat mit ost- und westdeutschen Mitgliedern gebildet. Aus dem Institut für Wirtschaftsrecht und Seerecht kam „Prof. Dr. jur Ralf Richter“ und er wurde „Gründungssekretär“.
Nach seinem Ausscheiden aus der Universität war er noch zusammen mit seiner Ehefrau als Rechtsanwalt in Rostock-Hansaviertel tätig.
Er übernahm als Dozent für Wirtschafts- und Seerecht die Fachredaktion von Der Seefrachtvertrag im Recht der europäischen sozialistischen Länder der polnischen Autoren Jan Zygmunt Łopuski (* 1917; † 2019) und Jan Tomasz Hołowiński (* 1924; † 2011). Zusammen mit seinem Kollegen Manfred Schelzel (* 1924) gab Richter 1974 die deutsche Übersetzung des polnischen Originalwerkes Umowa morskie przewozu ladunku w prawie europejskich krajow socjalistycznych im Auftrag der Universität Rostock heraus.

### Gutachter
Im Auftrage des Sekretariats der Konferenz der Vereinten Nationen für Handel und Entwicklung (UNCTAD) zum Thema „Sea liens and Mortgages / Seepfandrechte und Hypotheken“ fertigte er 1984 eine Studie, in deren Mittelpunkt Schiffsgläubigerrechte und Schiffshypotheken standen. Überdies war er Erstgutachter von Doktorarbeiten, beispielsweise bei dem damaligen wissenschaftlicher Assistenten an der Universität Rostock im Bereich Recht Tobias Schulze (* 1956) und bei der Hochschulschrift („Promotion B“), angefertigt von einem seiner wissenschaftlichen Assistenten bzw. Oberassistenten in der von ihm nach dem Tod von Jörgen Haalck geleiteten Arbeitsgruppe Wirtschafts- und Seerecht an der Sektion Sozialistische Betriebswirtschaft der Wilhelm-Pieck-Universität Rostock, Hans-Jürgen Box (* 1949).

### Präsident der DDR-Gesellschaft für Seerecht
Bis zur Auflösung der Gesellschaft für Seerecht der DDR im Jahre 1991 war er als Nachfolger von Jörgen Haalck ehrenamtlicher Präsident und schätzte die Verdienste seines Vorgängers beim Aufbau dieser Gesellschaft. Auf einem Kolloquium 1984 in Halle (Saale) anlässlich des 70. Geburtstages seines Stellvertreters, des Völkerrechtlers Gerhard Reintanz, befasste Richter sich in einem Vortrag zum Thema „Seerecht – Tradition und Revolution“ mit Fragen des internationalen Seehandelsrechts, während der Präsident der Gesellschaft für Völkerrecht in  der DDR, Harry Wünsche, sich auf die „hohe See“ konzentrierte, die den Souveränitätsansprüchen der Küstenstaaten dauerhaft entzogen ist und als „gemeinsames Erbe der Menschheit“ betrachtet wird.

## Letzte Ruhestätte
Ralf Richter wurde am 16. Dezember 2021 auf dem Neuen Friedhof Rostock beigesetzt. In der Danksagung von seiner Witwe Dolly Richter-Hannes (1933–2022) wurde der würdigende Nachruf durch den Rechtsanwalt sowie Seerechtsexperten und Synodalen der Nordkirche Tobias Schulze hervorgehoben.

## Veröffentlichungen (Auswahl)
- Mit Dolly Richter-Hannes, Norbert Trotz: Seehandelsrecht. DNB 780378210, DNB 881311960
- Wissenschaftlich-technische Revolution, Schiffsicherheit und maritimer Umweltschutz im internationalen Seerecht. Materialien der internationalen wissenschaftlichen Konferenz „Seerecht und internationale Zusammenarbeit“ … vom 24. bis 25. Oktober 1978 in Rostock (2. Teil der Materialien). In: Beiträge zum nationalen und internationalen Seerecht. Heft 3, Rostock 1979, DNB 800749499.
- Mit Hans-Ludwig Busch, Jutta Busch: Spezielle Rechtsprobleme der Nuvoy-Charter/Incoterms 1980. In: Beiträge zum nationalen und internationalen Seerecht. Heft 5, Rostock 1981, DNB 821001000.
- Mit Adolf Hauer, Gerold Kantner, Hans-Jürgen Box: Die III. UNO-Seerechtskonferenz – Stand und Perspektiven, Resultate und Konsequenzen. In: Beiträge zum nationalen und internationalen Seerecht. Heft 6, Rostock 1982, DNB 821001000.
- Hugo Grotius und die Freiheit der Meere. In: Wissenschaftliche Zeitschrift der Universität Rostock.  Bd. 32 (1983), Heft 10, S. 18–23 ISSN 0323-4630.
- Seerechtsvereinheitlichung im Dienste internationaler Zusammenarbeit. In: Neue Justiz, 39. Jahrgang, Heft 10, Berlin (1985).